# دور از همه قایق‌ها
دور از همه قایق‌ها (انگلیسی: Away All Boats) یک فیلم به کارگردانی جوزف پونی است که در سال ۱۹۵۶ منتشر شد.

## بازیگران
- جف چاندلر
- جورج نادر
- لکس بارکر
- جولی آدامز
- کیث اندیز
- ریچارد بون
- ویلیام اچ. رینولدز
- چارلز مک‌گرا
- جان مک‌اینتایر
- فرانک فیلن
- کلینت ایستوود
- دیوید جانسن
- والتر اسمیت
- دان کیفر
- ویلیام رینولدز